# Yasuto Honda
Yasuto Honda (本田 泰人, Honda Yasuto) (Kitakyushu, 25 de junho de 1969) é um ex-futebolista japonês que atuava no meio-campo.
Em sua carreira, que durou 18 anos, atuou em apenas 2 times: o Honda FC, entre 1988 e 1992, e o Kashima Antlers, que defendeu entre 1992 e 2006, ano em que encerrou a carreira aos 37 anos de idade. Pela equipe de Ibaraki, conquistou 12 títulos.
Com a Seleção Japonesa de Futebol, Honda jogou 29 partidas entre 1995 e 1997, marcando um gol.